# Campeonato da Europa de Atletismo de 2018 - Salto triplo masculino
A prova do salto triplo masculino do Campeonato da Europa de Atletismo de 2018 foi disputada entre os dias  10 e 12 de agosto de 2018 no Estádio Olímpico de Berlim em Berlim,  na Alemanha. 

## Recordes
Antes desta competição, os recordes mundiais e do campeonato nesta prova eram os seguintes:
|                       | Nome             | Nacionalidade | Distância | Local      | Data                 |
| --------------------- | ---------------- | ------------- | --------- | ---------- | -------------------- |
| Recorde mundial       | Jonathan Edwards | Reino Unido   | 18m 29cm  | Gotemburgo | 7 de agosto de 1995  |
| Recorde do campeonato | Jonathan Edwards | Reino Unido   | 17m 99cm  | Budapeste  | 23 de agosto de 1998 |
| Recorde europeu       | Jonathan Edwards | Reino Unido   | 18m 29cm  | Gotemburgo | 7 de agosto de 1995  |

## Medalhistas
| Ouro               | Prata                | Bronze                  |
| Nelson Évora (POR) | Alexis Copello (AZE) | Dimitrios Tsiamis (GRE) |

## Cronograma
Todos os horários são locais (UTC+2).
| Data         | Hora  | Evento       |
| ------------ | ----- | ------------ |
| 10 de agosto | 12:40 | Qualificação |
| 12 de agosto | 19:55 | Final        |

## Resultados

### Qualificação
Qualificação: Desempenho de 16.75 m (Q) ou os 12 melhores qualificados (q). 
| Posição | Grupo | Atleta               | Nacionalidade               | #1    | #2    | #3    | Resultados | Notas |
| ------- | ----- | -------------------- | --------------------------- | ----- | ----- | ----- | ---------- | ----- |
| 1       | A     | Alexis Copello       | Azerbaijão                  | 16.82 |       |       | 16.82      | Q     |
| 2       | A     | Pablo Torrijos       | Espanha                     | 16.79 |       |       | 16.79      | Q     |
| 3       | B     | Jean-Marc Pontvianne | França                      | 16.77 |       |       | 16.77      | Q     |
| 4       | B     | Dimitrios Tsiamis    | Grécia                      | 16.17 | 16.39 | 16.69 | 16.69      | q     |
| 5       | A     | Can Özüpek           | Turquia                     | 16.66 | 15.91 | –     | 16.66      | q     |
| 6       | B     | Nelson Évora         | Portugal                    | 16.62 | x     | x     | 16.62      | q     |
| 7       | A     | Marcos Ruiz          | Espanha                     | x     | x     | 16.59 | 16.59      | q     |
| 8       | B     | Nathan Douglas       | Grã-Bretanha                | 16.22 | x     | 16.56 | 16.56      | q,    |
| 9       | B     | Nazim Babayev        | Azerbaijão                  | x     | 16.54 | x     | 16.54      | q     |
| 10      | A     | Simo Lipsanen        | Finlândia                   | 16.24 | 16.51 | x     | 16.51      | q     |
| 11      | B     | Harold Correa        | França                      | 16.43 | 15.48 | 15.58 | 16.43      | q     |
| 12      | B     | Tomáš Veszelka       | Eslováquia                  | 16.41 | 16.41 | x     | 16.41      | q     |
| 13      | A     | Simone Forte         | Itália                      | 15.77 | 15.81 | 16.35 | 16.35      |       |
| 14      | B     | Levon Aghasyan       | Armênia                     | 16.34 | 16.19 | 16.25 | 16.34      |       |
| 15      | A     | Max Heß              | Alemanha                    | 16.32 | x     | x     | 16.32      |       |
| 16      | A     | Aleksey Fyodorov     | Atletas Neutros Autorizados | 16.08 | 16.29 | 15.88 | 16.29      |       |
| 17      | B     | Elvijs Misāns        | Letônia                     | 16.23 | 16.20 | 16.26 | 16.26      |       |
| 18      | B     | Necati Er            | Turquia                     | 16.04 | 15.96 | 16.26 | 16.26      |       |
| 19      | A     | Kevin Luron          | França                      | 16.25 | x     | 16.24 | 16.25      |       |
| 20      | A     | Fabrizio Donato      | Itália                      | 15.24 | 15.11 | 16.15 | 16.15      |       |
| 21      | A     | Marian Oprea         | Roménia                     | x     | x     | 15.93 | 15.93      |       |
| 22      | A     | Lasha Gulelauri      | Geórgia                     | x     | x     | x     | NM         |       |
| 22      | B     | Karol Hoffmann       | Polónia                     | x     | r     | –     | NM         |       |
| 24      | B     | Momchil Karailiev    | Bulgária                    |       |       |       | DNS        |       |

### Final
| Posição           | Atleta               | Nacionalidade | #1    | #2    | #3    | #4    | #5    | #6    | Resultados | Notas                |
| ----------------- | -------------------- | ------------- | ----- | ----- | ----- | ----- | ----- | ----- | ---------- | -------------------- |
| Medalha de ouro   | Nelson Évora         | Portugal      | x     | 16.55 | 16.86 | 16.87 | 17.10 | x     | 17.10      | Recorde da temporada |
| Medalha de prata  | Alexis Copello       | Azerbaijão    | 16.78 | 16.93 | x     | x     | 15.91 | 16.79 | 16.93      |                      |
| Medalha de bronze | Dimitrios Tsiamis    | Grécia        | 16.55 | x     | 16.78 | 16.48 | x     | 16.13 | 16.78      | Recorde da temporada |
| 4                 | Nazim Babayev        | Azerbaijão    | x     | x     | 16.66 | 16.17 | x     | 16.76 | 16.76      |                      |
| 5                 | Pablo Torrijos       | Espanha       | 16.07 | 16.65 | 16.74 | 16.43 | 16.57 | 16.47 | 16.74      |                      |
| 6                 | Nathan Douglas       | Grã-Bretanha  | 16.71 | x     | 16.69 | 16.59 | x     | 16.71 | 16.71      | Recorde da temporada |
| 7                 | Jean-Marc Pontvianne | França        | x     | 16.42 | 16.61 | 16.58 | x     | 16.59 | 16.61      |                      |
| 8                 | Tomáš Veszelka       | Eslováquia    | 16.48 | x     | 16.29 | 16.26 | x     | x     | 16.48      |                      |
| 9                 | Simo Lipsanen        | Finlândia     | 16.37 | x     | 16.46 |       |       |       | 16.46      |                      |
| 10                | Marcos Ruiz          | Espanha       | x     | x     | 16.44 |       |       |       | 16.44      |                      |
| 11                | Harold Correa        | França        | x     | x     | 16.33 |       |       |       | 16.33      |                      |
| 12                | Can Özüpek           | Turquia       | 15.74 | 15.88 | 15.82 |       |       |       | 15.88      |                      |

Legenda
| Recorde mundial       | Recorde mundial (World record)               |                       | Recorde africano                      | Recorde africano (African) |                                           | Q | Classificado por posição (Qualified) |
| Recorde do campeonato | Recorde do campeonato (Championship record)  | Recorde da América    | Recorde da América (Americas)         | q                          | Classificado por melhor tempo (Qualified) |   |                                      |
| Melhor marca do ano   | Melhor marca do ano (World leading)          | Recorde asiático      | Recorde asiático (Asian)              | DNS                        | Não largou (Did not start)                |   |                                      |
| Recorde nacional      | Recorde nacional (National record)           | Recorde europeu       | Recorde europeu (European)            | DNF                        | Não terminou (Did not finish)             |   |                                      |
| Recorde pessoal       | Recorde pessoal do atleta (Personal best)    | Recorde da Oceania    | Recorde da Oceania (Oceania)          | DSQ / DQ                   | Desclassificado (Disqualified)            |   |                                      |
| Recorde da temporada  | Recorde da temporada do atleta (Season best) | Recorde sul-americano | Recorde sul-americano (South America) | NM                         | Sem marca (No mark)                       |   |                                      |